# 腓力二世 (紹姆堡-利珀)
腓力二世（德語：Philipp II. zu Schaumburg-Lippe，1723年7月5日—1787年2月13日），紹姆堡-利珀伯爵，1777年至1787年在位。

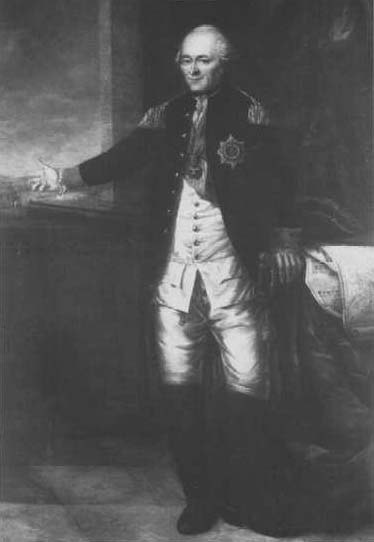

腓力二世原為利珀-亞維迪森伯爵。1777年紹姆堡-利珀伯爵威廉去世，腓力二世作為其堂兄繼位。

## 家庭
1780年，腓力二世與黑森-菲利普斯塔爾伯爵威廉的女兒朱麗安妮結婚，兩人共有1子2女：
1. 威廉明妮·夏洛特（1783年—1858年）
2. 格奧爾格·威廉（1784年—1860年）
3. 卡羅琳·路易絲（1786年—1846年）